# دکتر خوب (مجموعه تلویزیونی کره جنوبی)
آقای دکتر با نام اصلی دکتر خوب (به کره‌ای: 굿 닥터) یک درام پزشکی است که در سال ۲۰۱۳ برای اولین بار از شبکه کی‌بی‌اس۲ کره جنوبی و در ۲۰ قسمت پخش شد. از بازیگران این سریال می‌توان به جو وون، مون چه وون، جو سانگ ووک و کیم مین سو اشاره کرد. در ۲۵ سپتامبر ۲۰۱۷ ورژن آمریکایی این سریال با همین عنوان از شبکه ای‌بی‌سی در ۱۸ قسمت تولید و پخش شد.

## خلاصه داستان
این درام، داستان زندگی مرد جوانی به نام «پارک شی اون» است که مبتلا به سندروم ساوانت اوتیسمی (autistic savant) می‌باشد. او یک رزیدنت بخش اطفال است که باتوجه به ناتوانی پیشرفته‌اش، علی‌رغم اینکه یک رزیدنت نابغه به‌شمار می‌رود و با مهارت به درمان اطفال می‌پردازد، در زندگی دچار مشکلاتی مانند برقراری ارتباط اجتماعی می‌باشد. او برای اینکه بتواند یک جراح کودکان شود با تلاش خود و با کمک دوستانش بر ناتوانی‌های خویش غلبه می‌کند و موانع را کنار می‌زند. در این میان، «چا یون سئو» که به عنوان بهترین رزیدنت بخش اطفال و یک سال‌بالایی خوب برای پارک شی اون شناخته می‌شود، مکرراً خود را در برابر او می‌بیند و او را از تنهایی اش بیرون می‌کشاند.
این درام همچنین تلویحاً یک مثلث عشقی میان «پارک شی اون» و «چا یون سو» و «کیم دو هان» (استاد این دو رزیدنت) را نشان‌می‌دهد.

## بازیگران

### اصلی
- جو وون در نقش پارک شی ان[۱][۲][۳]
- مون چه وون در نقش چا یون سو[۴][۵][۶]
- جو سانگ ووک در نقش کیم دو هان / استاد کیم[۷][۸][۹]
- کیم مین سو در نقش یو چه کیونگ

## جوایز و نامزدی‌ها
| سال  | جایزه                                    | رتبه                                               | بازیگر                          | نتیجه    |
| ---- | ---------------------------------------- | -------------------------------------------------- | ------------------------------- | -------- |
| ۲۰۱۳ | Korean Culture and Entertainment Awards  | Top Excellence Award, Actress (TV)                 | Moon Chae-won                   | برنده    |
| ۲۰۱۳ | Korea Drama Awards                       | Top Excellence Award, Actor                        | جو وون                          | نامزدشده |
| ۲۰۱۳ | Korea Drama Awards                       | Top Excellence Award, Actor                        | Joo Sang-wook                   | نامزدشده |
| ۲۰۱۳ | Korea Drama Awards                       | Top Excellence Award, Actress                      | Moon Chae-won                   | نامزدشده |
| ۲۰۱۳ | Korea Drama Awards                       | Best Writer                                        | Park Jae-bum                    | برنده    |
| ۲۰۱۳ | Korea Drama Awards                       | Best Drama                                         | دکتر خوب                        | نامزدشده |
| ۲۰۱۳ | APAN Star Awards                         | Excellence Award, Actor                            | Joo Sang-wook                   | نامزدشده |
| ۲۰۱۳ | APAN Star Awards                         | Excellence Award, Actress                          | Moon Chae-won                   | نامزدشده |
| ۲۰۱۳ | APAN Star Awards                         | Top Excellence Award, Actor                        | جو وون                          | نامزدشده |
| ۲۰۱۳ | KBS Drama Awards                         | Best Couple Award                                  | جو وون and Moon Chae-won        | برنده    |
| ۲۰۱۳ | KBS Drama Awards                         | Netizen Award, Actor                               | جو وون                          | برنده    |
| ۲۰۱۳ | KBS Drama Awards                         | Popularity Award, Actress                          | Moon Chae-won                   | برنده    |
| ۲۰۱۳ | KBS Drama Awards                         | Actor of the Year (selected by directors)          | جو وون                          | برنده    |
| ۲۰۱۳ | KBS Drama Awards                         | Best Young Actor                                   | Jung Yun-seok                   | نامزدشده |
| ۲۰۱۳ | KBS Drama Awards                         | Best Young Actress                                 | Kim Hyun-soo                    | نامزدشده |
| ۲۰۱۳ | KBS Drama Awards                         | Best New Actor                                     | Kim Young-kwang                 | نامزدشده |
| ۲۰۱۳ | KBS Drama Awards                         | Best Supporting Actor                              | Jo Hee-bong                     | نامزدشده |
| ۲۰۱۳ | KBS Drama Awards                         | Best Supporting Actor                              | Ko Chang-seok                   | نامزدشده |
| ۲۰۱۳ | KBS Drama Awards                         | Best Supporting Actress                            | Jin Kyung                       | نامزدشده |
| ۲۰۱۳ | KBS Drama Awards                         | Best Supporting Actress                            | کیم مین سو                      | نامزدشده |
| ۲۰۱۳ | KBS Drama Awards                         | Excellence Award, Actor in a Mid-length Drama      | Joo Sang-wook                   | برنده    |
| ۲۰۱۳ | KBS Drama Awards                         | Excellence Award, Actor in a Mid-length Drama      | جو وون                          | نامزدشده |
| ۲۰۱۳ | KBS Drama Awards                         | Excellence Award, Actress in a Mid-length Drama    | Moon Chae-won                   | برنده    |
| ۲۰۱۳ | KBS Drama Awards                         | Top Excellence Award, Actor                        | جو وون                          | برنده    |
| ۲۰۱۳ | KBS Drama Awards                         | Top Excellence Award, Actress                      | Moon Chae-won                   | نامزدشده |
| 2014 | Korea Producers & Directors' (PD) Awards | Best Performer                                     | جو وون                          | برنده    |
| 2014 | Korea Producers & Directors' (PD) Awards | Best Drama                                         | دکتر خوب                        | برنده    |
| 2014 | Baeksang Arts Awards                     | Most Popular Actor (TV)                            | جو وون                          | نامزدشده |
| 2014 | Baeksang Arts Awards                     | Most Popular Actress (TV)                          | Moon Chae-won                   | نامزدشده |
| 2014 | Baeksang Arts Awards                     | Best Actor (TV)                                    | جو وون                          | نامزدشده |
| 2014 | Baeksang Arts Awards                     | Best Director (TV)                                 | Ki Min-soo                      | نامزدشده |
| 2014 | Baeksang Arts Awards                     | Best Drama                                         | دکتر خوب                        | برنده    |
| 2014 | Banff World Media Festival               | Best Serial Drama                                  | دکتر خوب                        | برنده    |
| 2014 | Korea Broadcasting Awards                | Best Drama                                         | دکتر خوب                        | برنده    |
| 2014 | Seoul International Drama Awards         | People's Choice Actor                              | جو وون                          | نامزدشده |
| 2014 | Seoul International Drama Awards         | People's Choice Actress                            | Moon Chae-won                   | نامزدشده |
| 2014 | Seoul International Drama Awards         | Outstanding Korean Drama OST                       | I'm Loving You - 2BiC           | نامزدشده |
| 2014 | Seoul International Drama Awards         | Outstanding Korean Drama OST                       | I'm Just Crying - Baek Ji-young | نامزدشده |
| 2014 | Seoul International Drama Awards         | Outstanding Korean Actor                           | جو وون                          | نامزدشده |
| 2014 | Seoul International Drama Awards         | Outstanding Korean Actress                         | Moon Chae-won                   | نامزدشده |
| 2014 | Seoul International Drama Awards         | Outstanding Korean Drama                           | دکتر خوب                        | نامزدشده |
| 2014 | Seoul International Drama Awards         | Silver Bird Prize for Best Mini-series (Runner-up) | دکتر خوب                        | برنده    |